# آيمي ريتشاردز
آيمي ريتشاردز  (بالإنجليزية: Amy Richards)‏ ولدت في حوالي 1971 وهي ناشطة أميركية وكاتبة ومنظّمة ونسوية ومؤرخة فنيّة. تخرجت في كلية برنارد عام 1992.
ظهرت ريتشاردز في قناة فوكس في البرامج التلفزيونية The O'Reilly Factor أوبرا، وقناة نيويورك الأولى وبرنامج الراديو حديث الأمة على سي إن إن.
بعد التخرج من كلية برنارد عام 1992 بشهادة تاريخ الفن، آيمي ريتشاردز شرعت في مهنة غير متوقعة وهي ناشطة نسوية وكاتبة ومنظمة. 
آيمي عرفت بكتابها manifesa. ونساء صغيرات، والنسوية والمستقبل بالمشاركة مع جنفر بومجاردنر.

## كتبها
- Baumgardner، Jennifer؛ Amy Richards (2000). ManifestA: Young Women, Feminism, and the Future. Farrar, Straus and Giroux.
- Baumgardner، Jennifer؛ Amy Richards (2005). Grassroots: A Field Guide for Feminist Activism. Farrar, Straus and Giroux.
- Richards، Amy (2008). Opting In: Having a Child Without Losing Yourself. Farrar, Straus and Giroux.

## روابط إضافية
- Soapbox profile